# Diego Ferraresso
Diego Ferraresso (Arujá, São Paulo, Brasil, 21 de mayo de 1992) es un futbolista brasileño nacionalizado búlgaro. Juega como centrocampista y actualmente se encuentra en el POFC Botev Vratsa de la Liga Bulgaria A PFG.

## Clubes
| Club                            | País     | Año       |
| ------------------------------- | -------- | --------- |
| Litex Lovech                    | Bulgaria | 2009-2012 |
| F. C. Chavdar Etropole (cedido) | Bulgaria | 2011-2012 |
| Lokomotiv Plovdiv               | Bulgaria | 2012-2014 |
| Slavia Sofia                    | Bulgaria | 2014-2016 |
| K. S. Cracovia                  | Polonia  | 2016-2021 |
| POFC Botev Vratsa               | Bulgaria | 2021-     |

## Palmarés

### Títulos nacionales
| Título                | Club           | País     | Año     |
| --------------------- | -------------- | -------- | ------- |
| Copa de Bulgaria      | Litex Lovech   | Bulgaria | 2008-09 |
| A PFG                 | Litex Lovech   | Bulgaria | 2009-10 |
| Supercopa de Bulgaria | Litex Lovech   | Bulgaria | 2010    |
| Copa de Polonia       | K. S. Cracovia | Polonia  | 2019-20 |
| Supercopa de Polonia  | K. S. Cracovia | Polonia  | 2020    |